# Клієнтський досвід

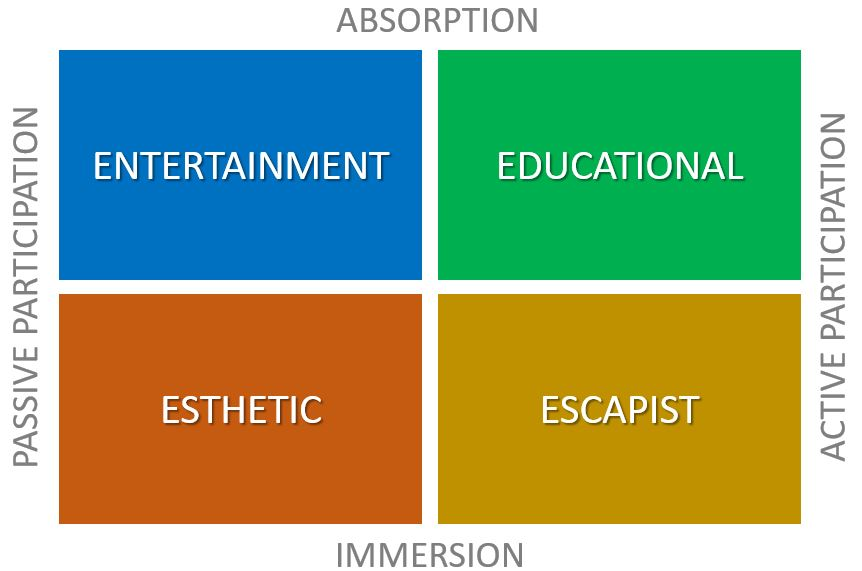
Чотири сфери клієнтського досвіду: (Пайн і Ґілмор, 1999)

Клієнтський досвід (англ. Customer Experience) — сукупність когнітивних, афективних, сенсорних і поведінкових реакцій споживачів на всіх етапах процесу споживання, зокрема етапи до покупки, споживання і після покупки.
Пайн і Ґілмор описують фокусовану на клієнтському досвіді, що включає яскраві подїї, "економіку вражень" як наступний рівень розвитку економіки після економіки товарного виробництва і економіки товарів та послуг.
Серед критерії вимірювання клієнтського досвіду: відчуття, емоції, сприйняття, когнітивні оцінки, залученість, спогади, а також духовні компоненти і поведінкові наміри.

## Визначення терміна
Forbes описує клієнтський досвід як, "сукупний вплив численних точок дотику" протягом взаємодії клієнта з організацією. Відомо, що деякі компанії сегментують клієнтський досвід на взаємодію через Інтернет та соціальні мережі, тоді як інші визначають клієнтський досвід, як людську взаємодію, наприклад, обслуговування клієнтів по телефону або особисте обслуговування в роздрібній торгівлі.
За даними Forrester Research (через Fast Company), шість дисциплін, що забезпечують відмінний клієнтський досвід, - це стратегія, розуміння клієнтів, дизайн, вимірювання, управління та культура. Здатність компанії надавати досвід, який вирізняє її в очах клієнтів, збільшить обсяг споживчих витрат у компанії та надихне на лояльність до її бренду. За словами Джессіки Себор, "лояльність зараз визначається насамперед взаємодією [необхідне уточнення] компанії зі своїми клієнтами і тим, наскільки добре вона задовольняє їхні бажання та потреби".
Професор маркетингу Вортонської школи бізнесу Барбара Кан (Barbara E. Kahn) визначила еволюційний підхід до клієнтського досвіду, як третю з чотирьох стадій зрілості будь-якої компанії з точки зору її клієнтоорієнтованості. Ці прогресивні фази такі:
- Орієнтація на продукт: Компанії просто виробляють товари і пропонують їх у найкращий спосіб.
- Орієнтація на ринок: Певною мірою враховуються потреби клієнтів і відбувається сегментація, для кожного з них розробляються різні комплекси маркетингу-мікс.
- Клієнтський досвід: До двох інших факторів додається певне визнання важливості надання емоційно позитивного досвіду клієнтам.
- Автентичність: Це найвища стадія зрілості компаній. Продукти та послуги з'являються з справжньої душі бренду і природно та на довгостроковій стійкій основі пов'язуються з клієнтами та іншими зацікавленими сторонами.

У сучасному конкурентному середовищі для виживання в роздрібному бізнесі потрібно більше, ніж просто низькі ціни та інноваційні продукти. Клієнтський досвід охоплює кожну точку контакту з клієнтом і взаємодію з продуктами чи послугами компанії. Клієнтський досвід став життєво важливою стратегією для всіх підприємств роздрібної торгівлі, які стикаються з конкуренцією. Згідно з дослідженнями Holbrook & Hirschman (1982), клієнтський досвід можна визначити як цілу подію, з якою клієнт контактує під час взаємодії з певним бізнесом. Цей досвід часто впливає на емоції клієнта. Весь досвід виникає, коли взаємодія відбувається через стимулювання споживання товарів і послуг.
У 1994 році Стів Хеккель і Лу Карбоне ще більше вдосконалили початкову концепцію і спільно написали фундаментальну статтю про управління досвідом під назвою "Інжиніринг клієнтського досвіду" ("Engineering Customer Experiences"), де вони визначили досвід, як "враження на винос, сформоване в результаті взаємодії людей з продуктами, послугами та бізнесом - сприйняття, яке виникає, коли людина консолідує сенсорну інформацію". Вони стверджували, що новий підхід повинен зосередитися на загальному досвіді, як ключовій пропозиції цінності для клієнта.
Тип досвіду з точки зору маркетингу запропонований Пайн та Гілмор (Pine & Gilmore, 1999), які стверджують, що досвід може бути унікальним, що може означати, що різні люди матимуть різний рівень досвіду, який може не запам'ятатися людині, а отже, не запам'ятається протягом певного періоду часу. Певні типи досвіду можуть зачіпати різні аспекти особистості, такі як емоційний, фізичний, інтелектуальний або навіть духовний.
Клієнський досвід - це стимул, який компанія створює для органів чуття споживачів, це означає, що компанії та конкретний бренд можуть контролювати стимули, які вони надають органам чуття споживачів, а потім контролювати реакцію споживачів, яка виникає в результаті процесу стимулювання, що дає змогу отримати більший споживчий досвід, ніж очікує компанія.
Котлер та ін. 2013, (с. 283) стверджують, що клієнтський досвід - це "створення додаткової цінності для клієнтів, які купують товари та послуги, через участь та зв'язок з ними, шляхом управління всіма аспектами взаємодії". Взаємодія включає в себе точки дотику. Компанії можуть створювати і змінювати точки контакту так, щоб вони підходили їхнім споживачам і змінювали/покращували їхній досвід. Створення досвіду для клієнта може призвести до більшої лояльності до бренду та впізнаваності бренду у вигляді логотипів, кольору, запаху, дотику, смаку тощо.